# Lam Baed
Lam Baed is een bestuurslaag in het regentschap Aceh Besar van de provincie Atjeh, Indonesië. Lam Baed telt 816 inwoners (volkstelling 2010).